# Mobile-Device-Management
Mobile-Device-Management (MDM; deutsch Mobilgeräteverwaltung) ist ein Begriff aus der Informationstechnik und steht für die zentralisierte Verwaltung von Mobilgeräten wie Smartphones, Notebook und Laptops, PDAs oder Tablet-Computer durch einen oder mehrere Administratoren mit Hilfe von Software und Hardware. Eine Weiterentwicklung von MDM-Lösungen um Komponenten zum Mobile Application Management (MAM), Mobile Content Management (MCM) und Identity and Access Management (IAM) für ein breites Spektrum an mobilen Endgeräten und Plattformen nennt man Enterprise Mobility Management. Die Verwaltung bezieht sich auf die Inventarisierung von mobilen Geräten in Organisationen, die Software-, Daten- und Richtlinienverteilung, sowie den Schutz der Daten auf diesen Geräten. Da diese Geräte über das Mobilfunk und WLAN mit unternehmensinternen Ressourcen kommunizieren, müssen auch Probleme der drahtlosen Verwaltung gelöst werden (Over-the-Air-Updates).

## Implementierung
Typische Lösungen umfassen eine Serverkomponente (Client-Server-Modell), die die Verwaltungsbefehle an die mobilen Geräte sendet, und eine Clientkomponente, die auf dem verwalteten Gerät ausgeführt wird und die Verwaltungsbefehle empfängt und implementiert. In einigen Fällen stellt ein einzelner Anbieter sowohl den Client als auch den Server bereit, während in anderen Fällen Client und Server aus unterschiedlichen Quellen stammen. Die Verwaltung mobiler Geräte hat sich im Laufe der Zeit weiterentwickelt.
Zunächst musste entweder eine Verbindung zum Mobilteil hergestellt oder eine SIM-Karte installiert werden, um Änderungen und Aktualisierungen vorzunehmen. Skalierbarkeit war ein Problem. Einer der nächsten Schritte bestand darin, ein vom Client initiiertes Update zuzulassen, ähnlich wie wenn ein Benutzer ein Windows Update anfordert. Der nächste Schritt ist die zentrale Fernverwaltung mit übers Internet übertragbaren Befehlen. Ein Administrator des Mobilfunkbetreibers, ein IT-Rechenzentrum eines Unternehmens oder ein OEM-Mobiltelefon kann über eine Administrationskonsole ein beliebiges Mobilgerät, eine Gruppe oder Gruppen von Mobilteilen aktualisieren oder konfigurieren. Dies bietet Skalierbarkeitsvorteile, die besonders nützlich sind, wenn die Flotte verwalteter Geräte groß ist. Geräte-Management-Softwareplattformen stellen sicher, dass Endbenutzer von Plug-and-Play-Datendiensten für das von ihnen verwendete Gerät profitieren. 
Eine solche Plattform kann Geräte im Netzwerk automatisch erkennen und ihnen Einstellungen zur sofortigen und fortlaufenden Verwendung senden. Der Prozess ist vollständig automatisiert, speichert den Verlauf der verwendeten Geräte und sendet Einstellungen nur an Teilnehmergeräte, die zuvor nicht eingestellt wurden, manchmal mit einer Geschwindigkeit von bis zu 50 Over-the-Air-Einstellungen, und zwar Aktualisierungsdateien pro Sekunde. Diese Funktion von Geräteverwaltungssystemen basiert auf dem Filtern von IMEI / IMSI-Paaren.

## Problemstellungen und Anforderungen
Während Laptops noch eine typische mobile IT-Infrastruktur von Unternehmen darstellen, sind viele mobile Endgeräte primär als Verbrauchergerät konzipiert. Dementsprechend sind die Betriebssysteme nicht auf das MDM ausgerichtet und entwickelt worden. Gleichzeitig steigt der Anspruch von Anwendern, mit dem eigenen Gerät auf Firmensoftware und -daten zugreifen zu können. Diese unter den Schlagworten BYOD (engl. Bring Your Own Device ~ Bring dein eigenes Gerät) bzw. IT-Consumerization bekannte Praxis verbreitet sich nach einigen Quellen zunehmend, während sie nach anderen Quellen abnimmt. Laut Computerwoche verwenden Anfang 2012 ca. 25 % der befragten Unternehmen private Endgeräte mit Firmenapplikationen. Nach dem Forbes Magazine schätzen IT-Manager, dass ca. 40 % der Nutzer auf Firmeninhalte zugreifen, während 70 % der Nutzer behaupten, dies zu tun. Unbestritten ist dagegen, dass diese Praxis für viele Organisationen zunehmend ein Risiko darstellt. In einem Fall wurde sogar vorgeschlagen, dass verlustig gegangene Geräte Teil des Reportings bei der amerikanischen Börsenaufsicht SEC werden sollen.
Zum einen muss das Sicherheitsbedürfnis der Organisationen befriedigt werden, also beispielsweise muss eine anforderungsgerechte Version des Betriebssystems verwendet werden, deren Sicherungsmaßnahmen nicht durch "Jailbreak" oder "Rooten" umgangen wurde. Die Geräte müssen nach dem Einschalten erst durch eine PIN-Eingabe entsperrt werden. Daten sowie Software auf diesen Geräten müssen vor Verlust gesichert werden (Backup), damit sie ggf. wieder geladen werden können (Update over the air). Gestohlene oder verlorene Geräte müssen bereinigt werden können (Remote lock and wipe), Zugangsrechte zu zentralen Daten müssen auch über die mobilen Geräte verwaltet werden (Policy & Provisioning) und die Kosten und Verwendung der Geräte müssen überwacht werden (Logging & Accounting). Daneben sind Probleme des Neuzugangs von Personal ebenso zu lösen, wie Personalabgänge und das anschließend erforderliche Löschen von Unternehmensdaten und -Software auf den Geräten ("Corporate Wipe"). Schließlich muss insbesondere bei privaten Geräten weiterhin die Möglichkeit der privaten Nutzung gegeben sein und ggf. eine Trennung zwischen privater und geschäftlicher Nutzung erfolgen. Dies ist mittlerweile ebenfalls erforderlich, um den Anforderungen der EU-DSGVO gerecht zu werden. Dabei ist für die IT-Abteilungen auch das Fernmeldegeheimnis zu beachten, das ihnen den Zugriff auf die privaten Daten auf dem Mobilgerät verbietet.